# 1176 Lucidor
1176 Lucidor је астероид главног астероидног појаса са пречником од приближно 30,65 .
Афел астероида је на удаљености од 3,072 астрономских јединица (АЈ) од Сунца, а перихел на 2,311 АЈ.
Ексцентрицитет орбите износи 0,141, инклинација (нагиб) орбите у односу на раван еклиптике 6,646 степени, а орбитални период износи 1613,592 дана (4,417 године).
Апсолутна магнитуда астероида је 10,90 а геометријски албедо 0,082.
Астероид је откривен 15. новембра 1930. године.